# San Juan de Yanacolpa

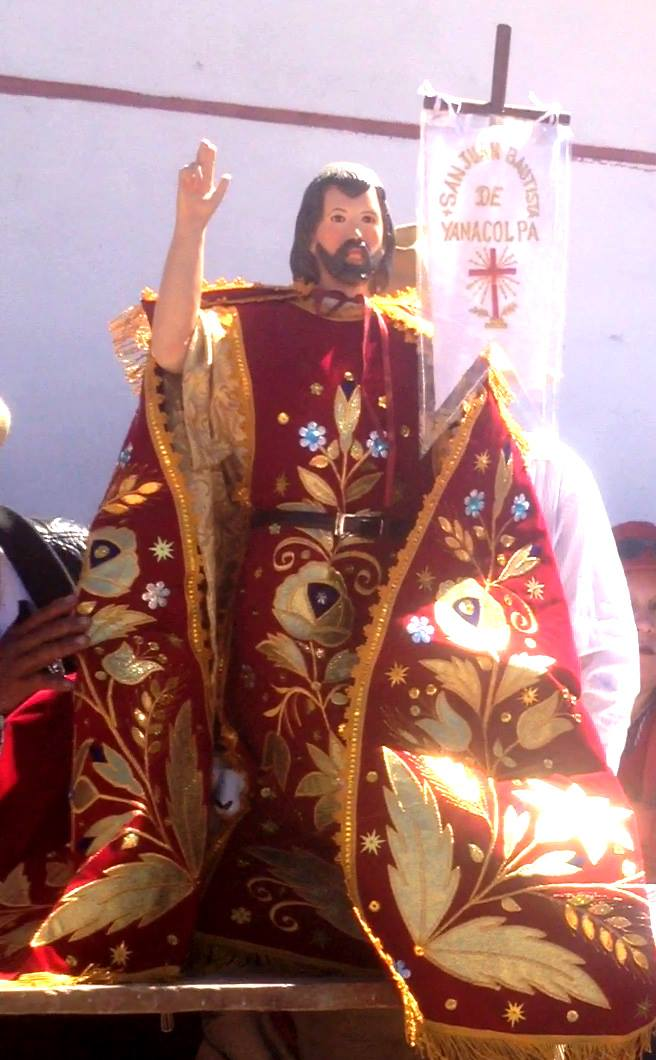
San Juan Bautista Patrón del Anexo "San Juan de Yanacolpa"

La denominación de Yanacolpa, proviene de dos palabras quechuas Yana (negro) y colpa o ccollpa (arcilla) es decir arcilla negra. Esto debido a la presencia de este tipo de suelo, en las pampas de Yanacolpa, donde los animales suelen quedarse lamiendo las sales y minerales existentes en pozos o fangos y a flor del suelo.
El Anexo de San Juan de Yanacolpa, es una zona alto andina correspondiente al piso altitudinal denominado Puna, caracterizado por la presencia de mesetas y cerros donde la flora se constituye de vegetación silvestre de pastos naturales, ichus y chillhuas. Existen especies de fauna como son las vicuñas que se encuentran en constantemente amenazadas por cazadores furtivos, además del cóndor de los andes, puma, el zorro, la perdiz, kiuyo y otros.
"En Yanacolpa, cada familia abarca grandes extensiones de terreno, sin embargo, esto no siempre garantiza suficiente alimento para sus animales. Además, el cambiante clima, que en pocos minutos puede convertirse de un día claro y soleado en una tormenta de lluvia y granizo, no favorece el manejo del ganado. Sin carreteras cercanas en buen estado, ni electricidad, Yanacolpa aún siente el peso del aislamiento y la falta de vías de comunicación, medio que les permitiría realizar un comercio más dinámico con la región y poder generar mayores ingresos." La escuela, aunque vacía, es la construcción más cercana y su único vecino, por así decirlo. Y es que en Yanacolpa las familias viven en estancias, viviendas en su mayoría construidas en piedra y con los techos bajos que distan varios kilómetros la una de la otra. Las familias, que practican la ganadería como única actividad económica y fuente de supervivencia, recurren al pastoreo de animales como ovejas, auquénidos y caballos. Debajo el sol, a 4000 metros de altura, no es posible ningún tipo de agricultura tradicional. Además, debido a falta de leña para cocinar, las mujeres recolectan diariamente bosta (estiércol de animales de pastoreo), que luego utilizan como combustible para hacer fuego y poder cocinar en sus hogares. “La recogemos todos los días, algunas veces haciendo hasta caminatas de una hora”, nos comenta la Sra. Abdelia de Toledo,(Comunera de Yanacolpa)" San Juan de Yanacolpa, cuenta con un sitio arqueológico denominado Inka Wasi ubicado en el sector Ingawasi ubicado a 6 km del mismo Yanacolpa, carretera hacia Hurancancha. 

## Ubicación
Está ubicado en el distrito de Santiago de Chocorvos, Provincia de Huaytara - Región Huancavelica. A una altitud de 3900 a 4000 m s. n. m. Colinda al norte con el Anexo de Ocoro (Distrito de San Francisco de Sangayayco), Al Sur con el distrito de Laramarca, al este con el Anexo de Viscapalca (Distrito de Pilpichaca), al oeste con el anexo de Palmacancha comprensión del mismo distrito.

## ¿Cómo llegar?
Existen varias vías de acceso al Centro poblado, la vía los Libertadores Wari asfaltada  Lima-San Clemente-Huaytara- Huangurillo y continua con carretera de penetración del tipo trocha carrozable hasta el mismo Barrio. La segunda vía de trocha carrozable es de Lima-Ica-Córdova-San Juan de Yanacolpa. La tercera vía de penetración es por Lima, Ica, Santiago de chocorvos, San Juan de Yanacolpa.
El tiempo de demora de Lima a Ica es de 5 Horas, de Ica a San Juan de Yanacolpa 8 horas aproximadamente en camioneta.

## Fiestas Costumbristas
El 2 de agosto (San Juan Bautista) Fiesta en honor al patrón San Juan, donde el anexo recibe la visita de visitantes de las ciudades de Ica y Lima.
Las Herranzas esta festividad es muy común en este anexo, debido a la crianza de ganados. Consiste en controlar la cantidad de ganados de cada estancia, colocarle la marca distintiva ya sea mediante un fierro caliente con las iniciales de los propietarios, cinta distintiva de colores, señal en la oreja (pallcca, zarcillo, roseta, huayta, punco, ucchcco, etc.). La festividad o costumbre se desarrolla entre cánticos de mujeres tocando la tinya, los varones tomando el cachucho o quemadito e inicia con el pago al cerro predominante o el cerro elegido por cada criandero.
Corta rabo consiste en cortar el rabo de los borregos de cordero de 2 a 4 meses de nacido. Esta costumbre en los meses de kunio (San Juan), enero (poccoy).
Los Carnavales donde participan todos los barrios mediante los Camachicoj, que regresan de haber participado en el distrito y terminan con un gran tumbamonte (yunza).

## Instituciones Educativas
I.E. Inicial San Juan de Yanacolpa
I.E. Primaria San Juan de Yanacolpa.

## Sectores
Yanacolpa centro, Uchcumachay, Inga Wasi, Palmadera grande, Pataoqo, Qello, Pampa Wasi